# ديفيس غراب
ديفيس غراب (بالإنجليزية: Davis Grubb) (23 يوليو 1919، مووندسفيل في الولايات المتحدة - 24 يوليو 1980، نيويورك في الولايات المتحدة)؛ كاتب، كاتب سيناريو وروائي أمريكي.

## روابط خارجية
- ديفيس غراب على موقع IMDb (الإنجليزية)
- ديفيس غراب على موقع ألو سيني (الفرنسية)
- ديفيس غراب على موقع أول موفي (الإنجليزية)
- ديفيس غراب على موقع قاعدة بيانات الأفلام السويدية (السويدية)
- ديفيس غراب على موقع قاعدة بيانات الفيلم (الإنجليزية)
- ديفيس غراب على موقع كينوبويسك (الروسية)